# Jean-Claude van Rijckeghem
Jean-Claude van Rijckeghem, né le 1er décembre 1963 à Gand (province de Flandre-Orientale), est un auteur de bande dessinée, scénariste, réalisateur et producteur de cinéma belge néerlandophone.

## Biographie
Jean-Claude van Rijckeghem naît le 1er décembre 1963 à Gand,. Il grandit à Ledeberg.
Il travaille comme traducteur, reporter et journaliste avant de créer sa maison de production de films A private view, établie à Gand. Cette société produit, avec Artemis Productions et Egmont Films, Pas sérieux s'abstenir, le dernier film du réalisateur belge Miel Van Hoogenbemt en 2007. Il coécrit encore avec Pat van Beirs le scénario du film Moscow, Belgium primé au festival de Cannes 2008 (Prix SACD du Festival de Cannes).
De 2008 à 2012, il s'associe à nouveau au scénariste Pat van Beirs pour créer Betty et Dodge pour le dessinateur Thomas Du Caju, pour Standaard Uitgeverij. La série est traduite en français et publiée aux éditions BD Must de 2012 à 2014, elle compte 8 volumes et deux hors-série. Elle met en scène un couple pendant la Seconde Guerre mondiale qui vit une grande aventure d'amour et d'espionnage.
En 2017, il écrit le premier volet du diptyque Little England, dessiné par le même Thomas Du Caju : Ruby,,. Cette aventure birmane mettant en scène l'écartèlement psychologique d'un enfant anglo-birman qui se déroule pendant la même période est publiée dans la collection « Zéphyr BD » aux Éditions Zéphyr. Il enchaîne l'année suivante avec la deuxième partie : Cobra royal. La même année, il écrit encore 349 Squadron un récit d'aviation pour son acolyte Thomas Du Caju publié aux éditions bruxelloises BD Must.
En 2019, avec le même dessinateur, il livre premier tome du diptyque Les Souris de Leningrad intitulé : Je suis Chapayev aux éditions Zéphir et le second La Ville des morts au tout début de l'année 2021.
En 2022, le même duo lance une nouvelle saga Saboteuses,, prévue en six tomes sur la résistance en France, pendant l’occupation, dans la collection « Mémoire 1939-1945 » du même éditeur. Elle met en scène deux membres du Special Operations Executive créé par Winston Churchill aux caractères opposés. Elle compte trois volumes en 2024.
Aux côtés de son comparse Pat van Beirs, il écrit des livres pour la jeunesse dont deux sont traduits en français : La Jeune Fille rebelle (2009) et Margot d'Anvers (2015) publiés aux éditions Mijade.
Au cinéma, on lui encore doit The Best of Dorien B. (2019) comme scénariste et producteur avec l'acteur Jelle De Beule et Mon père est une saucisse (2020).

## Œuvres

### Filmographie
liste sélective
- 1999 : Le Ballon sorcier[19] comme scénariste avec Danny Deprez
- 2006 : La Grande Croisade[20] comme scénariste avec Chris Craps et Bill Haney
- 2007 : Pas sérieux s'abstenir[21] comme scénariste avec Pierre De Clercq et coproducteur
- 2008 : Moscow, Belgium[22] comme scénariste avec Pat van Beirs
- 2009 : Meisjes[23] comme scénariste avec Chris Craps
- 2012 : Brasserie romantique[24] comme scénariste avec Pat van Beirs
- 2019 : The Best of Dorien B.[17] : comme scénariste et producteur.
- 2023 : Retro Therapy[25] comme coscénariste avec Élodie Lélu.

### Publications

#### Albums de bande dessinée en français

##### Betty et Dodge
- 1. Meurtre à Manhattan, BD Must, Bruxelles, octobre 2012
Scénario : Jean-Claude van Rijckeghem et Pat van Beirs - Dessin et couleurs : Thomas Du Caju -  (ISBN 978-2-87535-100-5)
- 2. Crash au Québec, BD Must, Bruxelles, octobre 2012
Scénario : Jean-Claude van Rijckeghem et Pat van Beirs - Dessin et couleurs : Thomas Du Caju -  (ISBN 978-2-87535-101-2)
- 3. Otage au Kent, BD Must, Bruxelles, octobre 2012
Scénario : Jean-Claude van Rijckeghem et Pat van Beirs - Dessin et couleurs : Thomas Du Caju -  (ISBN 978-2-87535-102-9)
- 4. Attentat en Angleterre[26], BD Must, Bruxelles, octobre 2013
Scénario : Jean-Claude van Rijckeghem et Pat van Beirs - Dessin et couleurs : Thomas Du Caju -  (ISBN 978-2-87535-137-1)
- 5. Disparition à Madrid, BD Must, Bruxelles, octobre 2013
Scénario : Jean-Claude van Rijckeghem et Pat van Beirs - Dessin et couleurs : Thomas Du Caju -  (ISBN 978-2-87535-138-8)
- 6. Trahison dans les Pyrénées, BD Must, Bruxelles, octobre 2013
Scénario : Jean-Claude van Rijckeghem et Pat van Beirs - Dessin et couleurs : Thomas Du Caju -  (ISBN 978-2-87535-139-5)
- 7. Piège à Venise, BD Must, Bruxelles, octobre 2014
Scénario : Jean-Claude van Rijckeghem et Pat van Beirs - Dessin et couleurs : Thomas Du Caju -  (ISBN 978-2-87535-050-3)
- 8. Voir Berlin et mourir, BD Must, Bruxelles, octobre 2014
Scénario : Jean-Claude van Rijckeghem et Pat van Beirs - Dessin et couleurs : Thomas Du Caju -  (ISBN 978-2-87535-051-0)

Hors série
- 1. L'Aventure rencontre l'histoire, BD Must, Bruxelles, octobre 2012
Scénario : Jean-Claude van Rijckeghem et Pat van Beirs - Dessin et couleurs : Thomas Du Caju -  (ISBN 978-2-87535-107-4)
- 2. Dossier illustré, BD Must, Bruxelles, octobre 2013
Scénario : Jean-Claude van Rijckeghem et Pat van Beirs - Dessin et couleurs : Thomas Du Caju -  (ISBN 978-2-87535-140-1)

##### Little England
- 1. Ruby[8],[9],[10], Éditions Zéphyr, coll. « Zéphyr BD », Paris, 3 mars 2017
Scénario : Jean-Claude van Rijckeghem - Dessin et couleurs : Thomas Du Caju -  (ISBN 9782361182151)
- 2. Cobra royal[11], Éditions Zéphyr, coll. « Zéphyr BD », 19 janvier 2018
Scénario : Jean-Claude van Rijckeghem - Dessin et couleurs : Thomas Du Caju -  (ISBN 978-2-361-18226-7)
- Int. Intégrale, Éditions Zéphyr, coll. « Mémoire », 28 mai 2025
Scénario : Jean-Claude van Rijckeghem - Dessin et couleurs : Thomas Du Caju -  (ISBN 978-2-88932-652-5),Contient les illustrations des deux couvertures originales et un cahier graphique de 8 pages réservé à la première édition.

##### 349 Squadron
- 349 Squadron, BD Must, Bruxelles, 2018
Scénario : Jean-Claude van Rijckeghem - Dessin : Thomas Du Caju - Couleurs : noir et blanc -  (ISBN 978-2-87535-383-2)

##### Les Souris de Leningrad
- 1. Je suis Chapayev[12],[27], Éditions Zéphyr, Marcinelle, 30 août 2019
Scénario : Jean-Claude van Rijckeghem - Dessin et couleurs : Thomas Du Caju -  (ISBN 978-2-361-18265-6)
- 2. La Ville des morts[13], Éditions Zéphyr, Marcinelle, 13 janvier 2021
Scénario : Jean-Claude van Rijckeghem - Dessin et couleurs : Thomas Du Caju -  (ISBN 978-2-361-18268-7)

##### Saboteuses
- 1. Aiguille[14],[15],[28], Éditions Paquet, coll. « Mémoire 1939-1945 », Genève, 17 août 2022
Scénario : Jean-Claude van Rijckeghem - Dessin et couleurs : Thomas Du Caju -  (ISBN 9782889322626)
- 2. Taupe[29],[30], Éditions Paquet, coll. « Mémoire 1939-1945 », Genève, 9 août 2023
Scénario : Jean-Claude van Rijckeghem - Dessin et couleurs : Thomas Du Caju -  (ISBN 9782889323807)
- 3. Mouche[31],[32], Éditions Paquet, coll. « Mémoire 1939-1945 », Genève, 22 mai 2024
Scénario : Jean-Claude van Rijckeghem - Dessin et couleurs : Thomas Du Caju -  (ISBN 978-2-88932-429-3)
- 4. Paradis, Éditions Paquet, coll. « Mémoire 1939-1945 », Genève, 18 juin 2025
Scénario : Jean-Claude van Rijckeghem - Dessin et couleurs : Thomas Du Caju -  (ISBN 978-2-88932-474-3)

#### Livres jeunesse
- Pat van Beirs, La Jeune Fille rebelle, Namur, Mijade, septembre 2009 (ISBN 9782874230509)roman jeunesse
- Pat van Beirs, Margot d’Anvers, Namur, Mijade, mai 2015 (ISBN 978-2-87423-085-1)roman jeunesse historique

## Prix et distinctions
- 2008 :  prix SACD du Festival de Cannes pour Moscow, Belgium partagé avec Pat van Beirs[33] ;
- 2018 :  prix Ensor du Festival du film d'Ostende du meilleur scénario pour Zagros partagé avec Sahim Omar Kalifa[34].

#### Livres
: document utilisé comme source pour la rédaction de cet article.
- Philippe Mellot, Michel Denni, Laurent Turpin et Isabelle Morzadec, Trésors de la bande dessinée : BDM 2023-2024 - Catalogue encyclopédique et Argus, Paris, Les Arènes, novembre 2022, 23e éd., 1677 p., ill. ; 23 cm (ISBN 9791037507280, OCLC 1351462460, présentation en ligne), p. 154, 747, 1171, 1383. .

#### Articles
- (nl) Thomas Du Caju, Jean-Claude van Rijckeghem, Pat van Beirs (interviewés par David Steenhuyse), « interview Thomas Du Caju, Jean-Claude van Rijckeghem, Pat van Beirs », Stripspeciaalzaak,‎ 20 décembre 2008 (lire en ligne, consulté le 30 septembre 2023).
- Thomas Du Caju et Jean-Claude van Rijckeghem (interviewés par Jean-Laurent Truc), « Des femmes oubliées en première ligne », Zoo Le Mag,‎ 20 août 2024 (lire en ligne, consulté le 7 novembre 2024).